# ژاک استکمن

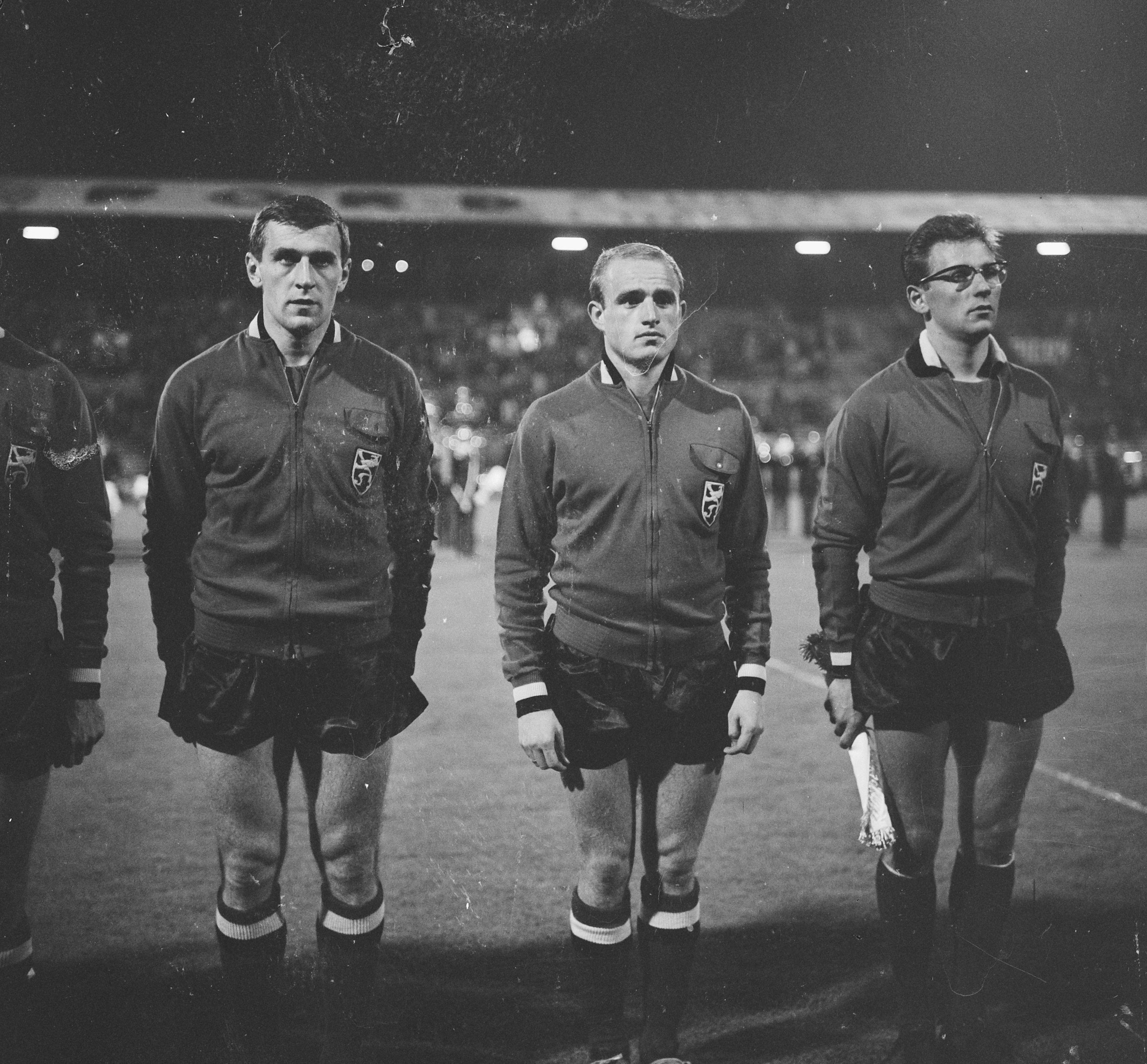
ژاک استکمن (نفر اول سمت چپ تصویر) - ۱۹۶۴

ژاک استکمن (به انگلیسی: Jacques Stockman) بازیکن فوتبال اهل بلژیک و عضو تیم ملی فوتبال بلژیک است که در تاریخ ۱۳ آوریل ۱۹۵۸ میلادی اولین بازی ملی‌اش را مقابل تیم ملی فوتبال هلند انجام داد. او در ۳۲ بازی ملی حضور داشت و جمعاً ۲۵۹۴ دقیقه برای تیم ملی فوتبال بلژیک به میدان رفت. ژاکوس استکمن آخرین بازی ملی خود را در تاریخ ۲۱ مه ۱۹۶۷ میلادی در برابر تیم ملی فوتبال لهستان انجام داد. وی در بازی‌های ملی‌اش ۱۳ گل به ثمر رساند.